# Крайбург
Крайбург (нім. Kraiburg) — громада в Німеччині, розташована в землі Баварія. Підпорядковується адміністративному округу Верхня Баварія. Входить до складу району Мюльдорф. Центр об'єднання громад Крайбург-ам-Інн.
Площа — 27,56 км2. Населення становить 3904 ос. (станом на 31 грудня 2020).

## Галерея

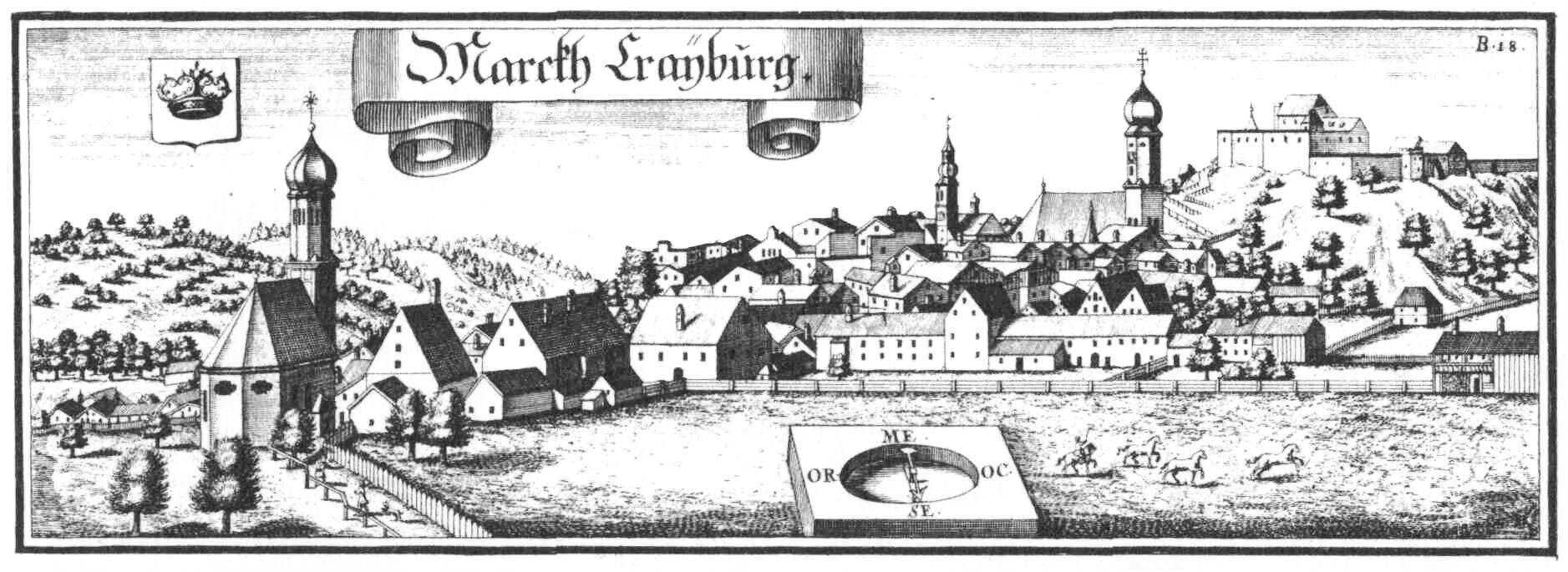